# Evangelische Kapelle (Klinikum Haar)

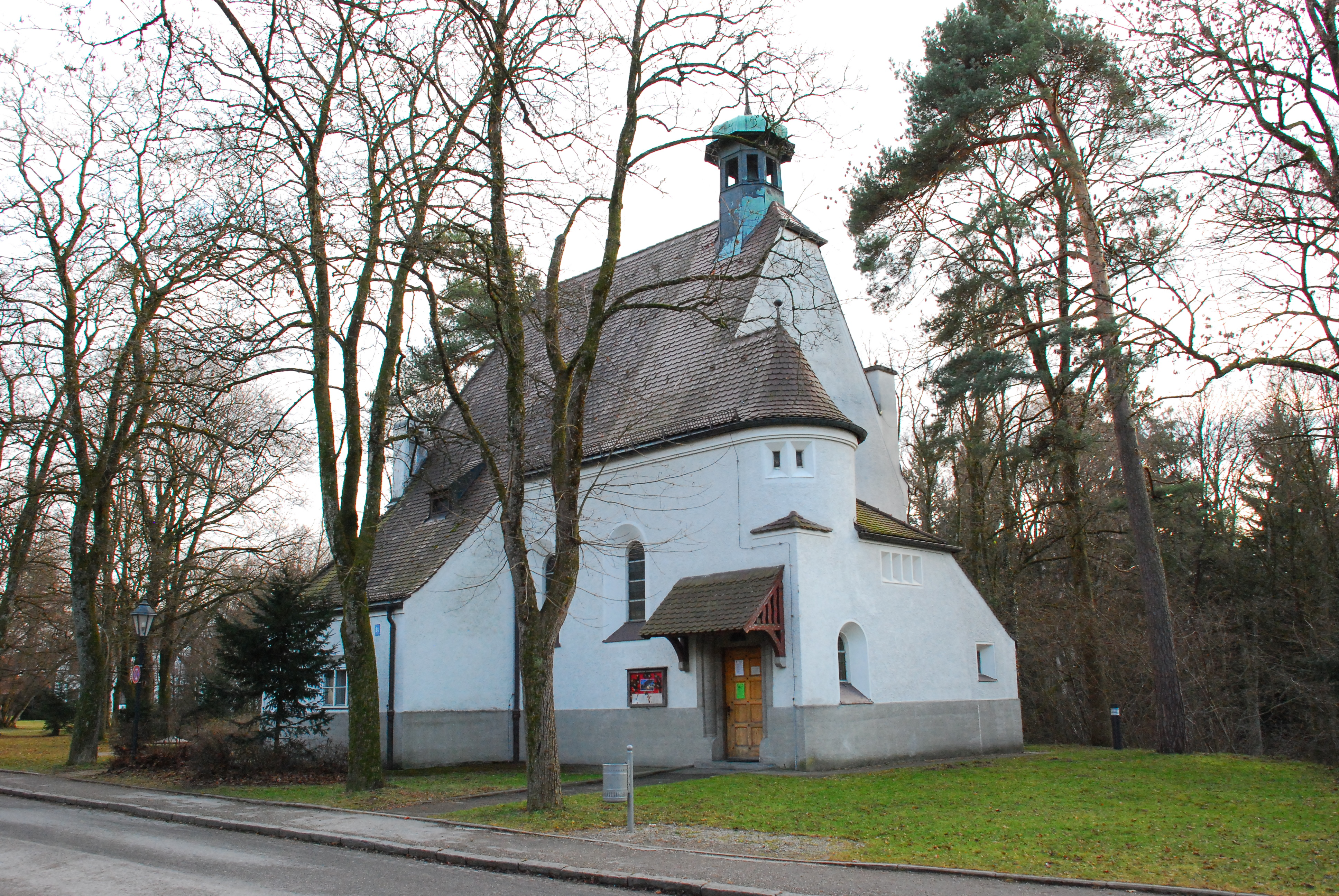
Nordwestansicht der Kapelle

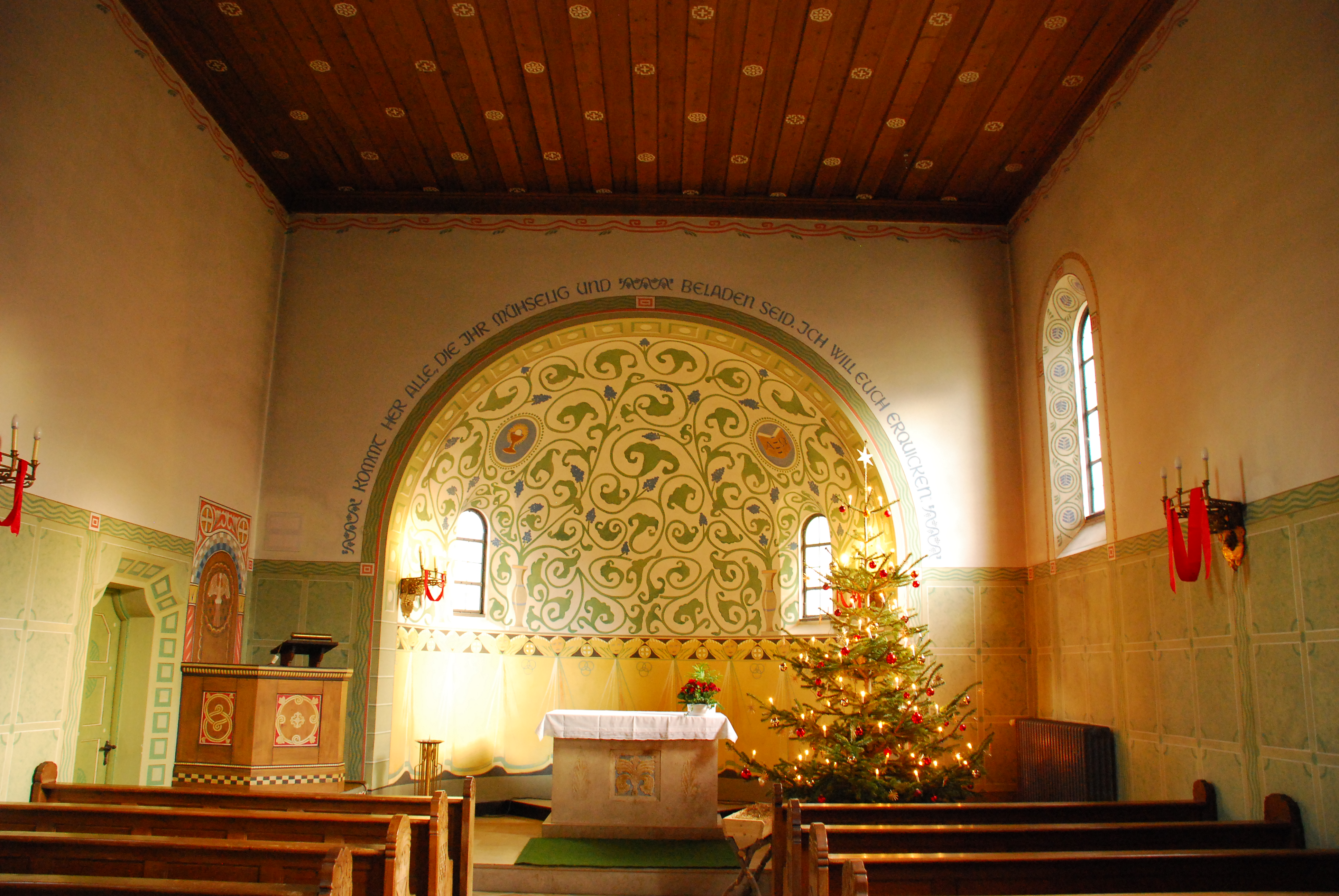
Altarbereich

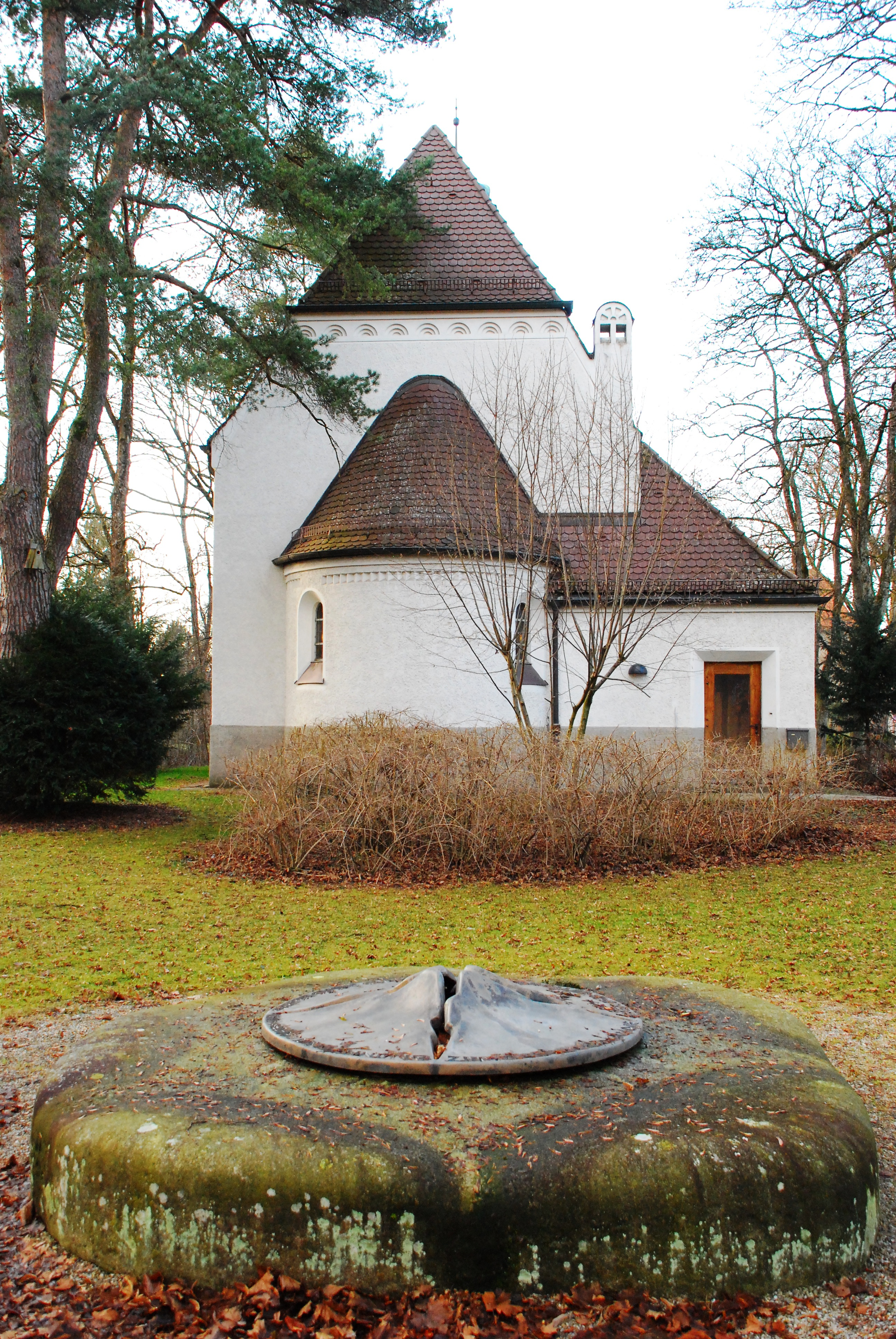
Mahnmal und Ostansicht

Die evangelische Kapelle auf dem Gelände des psychiatrischen Isar-Amper-Klinikums München-Ost in Haar wurde 1905 als eine der beiden Patientenkirchen der damaligen Oberbayerischen Heil- und Pflegeanstalt Eglfing errichtet. Ursprünglich erfolgte die Planung durch den Architekten Johann Schobloch; der letztlich realisierte Entwurf stammt von Architekt Merkler.
Der Innenraum der Kapelle umfasst rund sieben auf zehn Meter unter einer schlichten flachen Holzdecke, den Altarbereich bildet eine halbrunde Apsis. Die Wandbemalung erfolgte zur Bauzeit halbhoch in Schablonentechnik, die eine kassettierte Holzvertäfelung imitierte. Im Jahr 1957 wurde der Innenraum umgestaltet und im Langhaus komplett weiß gestrichen; die beiden Fenster in der Apsis wurden vermauert und die dortige Wandbemalung in Jugendstilornamenten durch ein Fresko des Feldkirchner Kunstmalers Konrad Schmid-Meil ersetzt.
Ab 1983 entschied die Bauverwaltung des Bezirks Oberbayern gemeinsam mit Klinikum, Landesamt für Denkmalpflege und evangelischer Kirche, die ursprünglichen Gestaltungselemente wiederherzustellen. Mit dem Umbau wurde 1995 begonnen; 2008 war er mit der Anschaffung einer neuen Orgel – die Ende der 1960er Jahre eingebaute Vorgängerin war 2003 von einem Patienten zerstört worden – abgeschlossen.
Die Kapelle ist als Baudenkmal unter Aktennummer D-1-84-123-9 in der Bayerischen Denkmalliste aufgeführt (siehe auch: Liste der Baudenkmäler in Haar).

## Mahnmal
Unmittelbar östlich der Kapelle befindet sich das Mahnmal des Klinikums zur Erinnerung an die Patienten, die ab 1940 im Rahmen des nationalsozialistischen Euthanasieprogramms „Aktion T-4“ ermordet wurden. Es wurde vom Bildhauer Josef Golwitzer geschaffen und am 18. Januar 1990 eingeweiht, dem 50. Jahrestag der ersten Abtransporte von Patienten.